# Non-Stop (film)
Non-Stop is een actiefilm uit 2014 met Liam Neeson, Julianne Moore, Michelle Dockery, Anson Mount, Lupita Nyong'o en Scoot McNairy. De film is geregisseerd door Jaume Collet-Serra. Hij wordt ook The Air Marshal genoemd (vb via YouTube).

## Verhaal
Op een internationale vlucht van New York naar Londen ontvangt de Amerikaanse air marshal Bill Marks (Liam Neeson) een aantal bedreigende cryptische sms-berichten. Hierin staat dat elke 20 minuten een passagier gedood zal worden, tenzij er $150 miljoen wordt overgemaakt naar een geheime bankrekening. Wanneer ontdekt wordt dat de bankrekening op naam staat van Bill Marks en er een bom wordt gevonden aan boord van het vliegtuig, wordt Marks aangewezen als de kaper.

## Rolverdeling
- Liam Neeson als Bill Marks
- Julianne Moore als Jennifer Summers
- Michelle Dockery als Nancy
- Nate Parker als Zack White
- Linus Roache als kapitein David McMillan
- Scoot McNairy als Tom Bowen
- Corey Stoll als Austin
- Lupita Nyong'o als Gwen
- Anson Mount als Jack Hammond
- Bar Paly als Iris Marianne